# Frederick Catherwood
Frederick Catherwood (Hoxton, 27 febbraio 1799 – Oceano Atlantico, 20 settembre 1854) è stato un esploratore, architetto, fotografo e illustratore inglese,  divenuto famoso per le sue esplorazioni dei resti archeologici della civiltà Maya, in compagnia dello scrittore statunitense John Lloyd Stephens.

## Biografia
Nacque in Inghilterra, nel 1799, in una famiglia benestante che gli permise una formazione accademica: studiò architettura e pittura presso la Royal Academy e architettura e scultura classica in Italia, Sicilia e Grecia, dove ebbe l'opportunità di visitare le rovine di Taormina, Messina, Siracusa, Atene, e molti altri siti classici. Nel 1815, a sedici anni ottenne il suo certificato di "perfetto grammatico, buon oratore e poeta, ben educato in latino, greco ed ebraico". 
Terminati gli studi partì per l’Oriente verso: Egitto, Arabia e Terra Santa. Nel 1823 gli fu assegnato il compito di consulente per il restauro della moschea di Il Cairo, e alla fine degli anni '30, lavorò nuovamente come architetto in uno studio legale negli Stati Uniti.
Allora, mentre si trovava a New York e stava allestendo una mostra dei suoi primi lavori, che incontrò John l. Stephens, il quale gli suggerì un viaggio nell'area dello Yucatan e dell'America Centrale per esplorare i resti archeologici delle civiltà che insediate in quell'area nel 1839. Stephens, noto per i suoi libri di viaggio, ma per la prima volta decise di vedere di persona i resti delle civiltà perdute nelle giungle dello Yucatan. Il progetto voleva essere che, mentre Stephens scriveva delle antiche città di cui stavano trovando i resti, Catherwood li avrebbe disegnati. Quest'ultimo ormai era già un fumettista maturo e compiuto, che ritrasse nelle sue opere, monumenti e iscrizioni con grande fedeltà e cura dei minimi dettagli. In questo modo, entrambi i personaggi formarono una squadra che nel 1841 portò all’uscita di un primo libro intitolato “Incidents of travel in central america, Chiapas, and Yucatan - scholar's choice edition”,pubblicato in due volumi. I dati rilevati dai siti archeologici di Copán, Quiriguá, Palenque e Uxmal. Durante il periodo di esplorazione in questi ultimi posti, Catherwood contrasse la malaria e a Uxmal ebbe un collasso che lo costrinse a tornare a New York prima del previsto. Tuttavia, appena guarito, i due intrapresero un nuovo viaggio nel 1842, che li portò a lavorare questa volta a Chichén Itzá, Cozumel, Tulum e Izamal. Laborarono sette mesi disegnando i monumenti della cultura Maya in condizioni anche molto avverse, Catherwood si ammalò gravemente un’altra volta, e così gli esploratori furono costretti ritornare a New York e pubblicarono il secondo libro “Views of ancient monuments in central america, chiapas and yucatan”, che conteneva 85 fogli disegnati da Catherwood e che divenne un libro di punta nel 1843.
L'analisi tecnica di Catehrwood sull'architettura maya è importante, riteneva che il murale Maya fosse addirittura superiore a quello romano di Pompei ed Ercolano.
Morì durante una traversata sull'Oceano Atlantico ed in presenza di scarsa visibilità. Lasciata Liverpool per raggiungere New York, la SS Artic si scontrò con il piroscafo francese Vesta ed affondò; l'incidente comportò ulteriori perdite e stranamente il nome di Catherwood per alcune settimane non comparve in alcuna lista.